# Шахти села Золотий Колодязь
Шахти села Золотий Колодязь — кустарні вуглевидобувні підприємства, що працювали в селі Золотий Колодязь Добропільського району з 50-х років XIX століття по 50-ті роки ХХ століття. Рештки відвалів породи багатьох із них збереглися до наших днів (2017 рік).

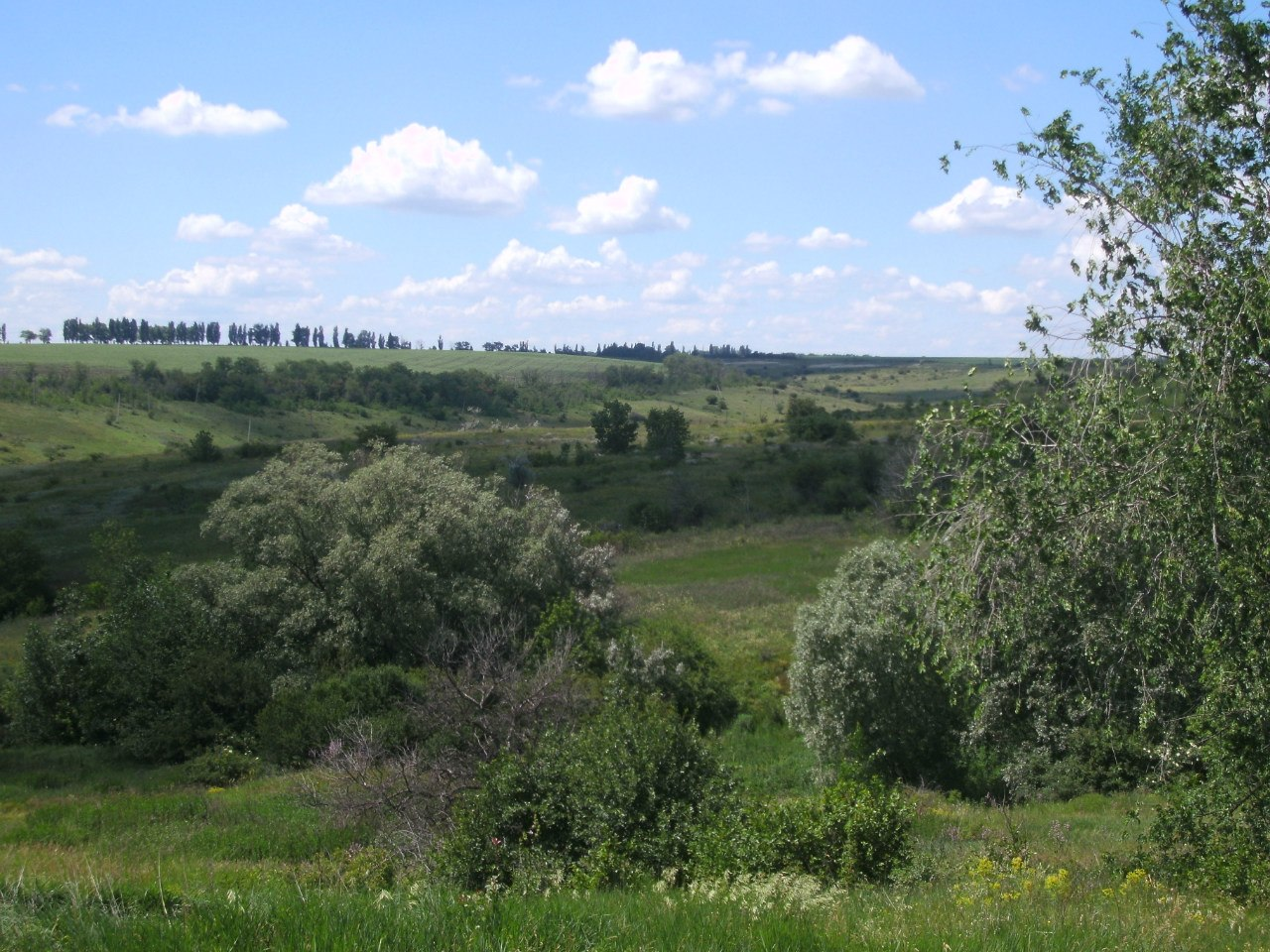
Балка Нероблене в Золотому Колодязі, де працювали кустарні шахти

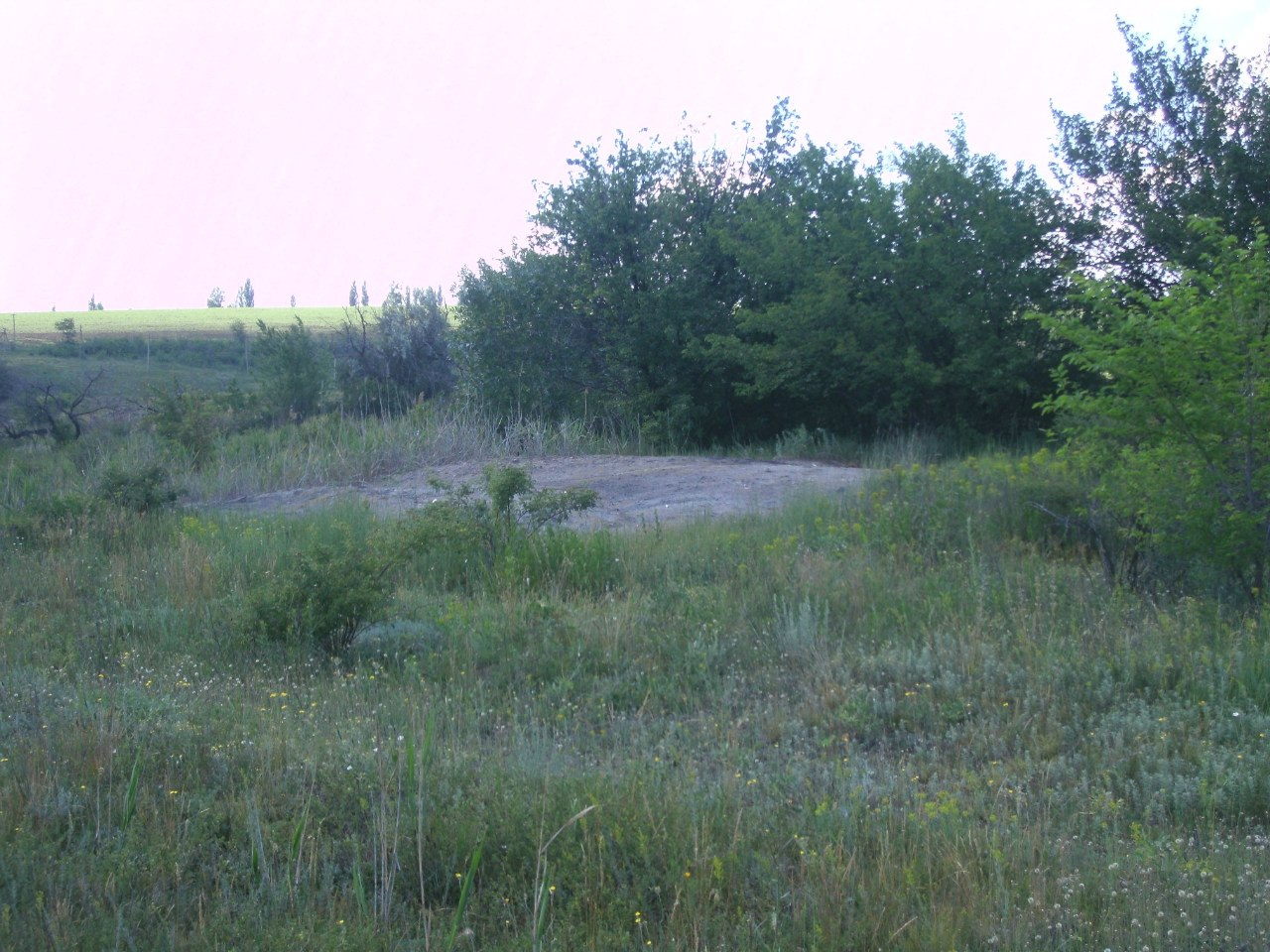
Залишки відвалу породи шахти в Золотому Колодязі

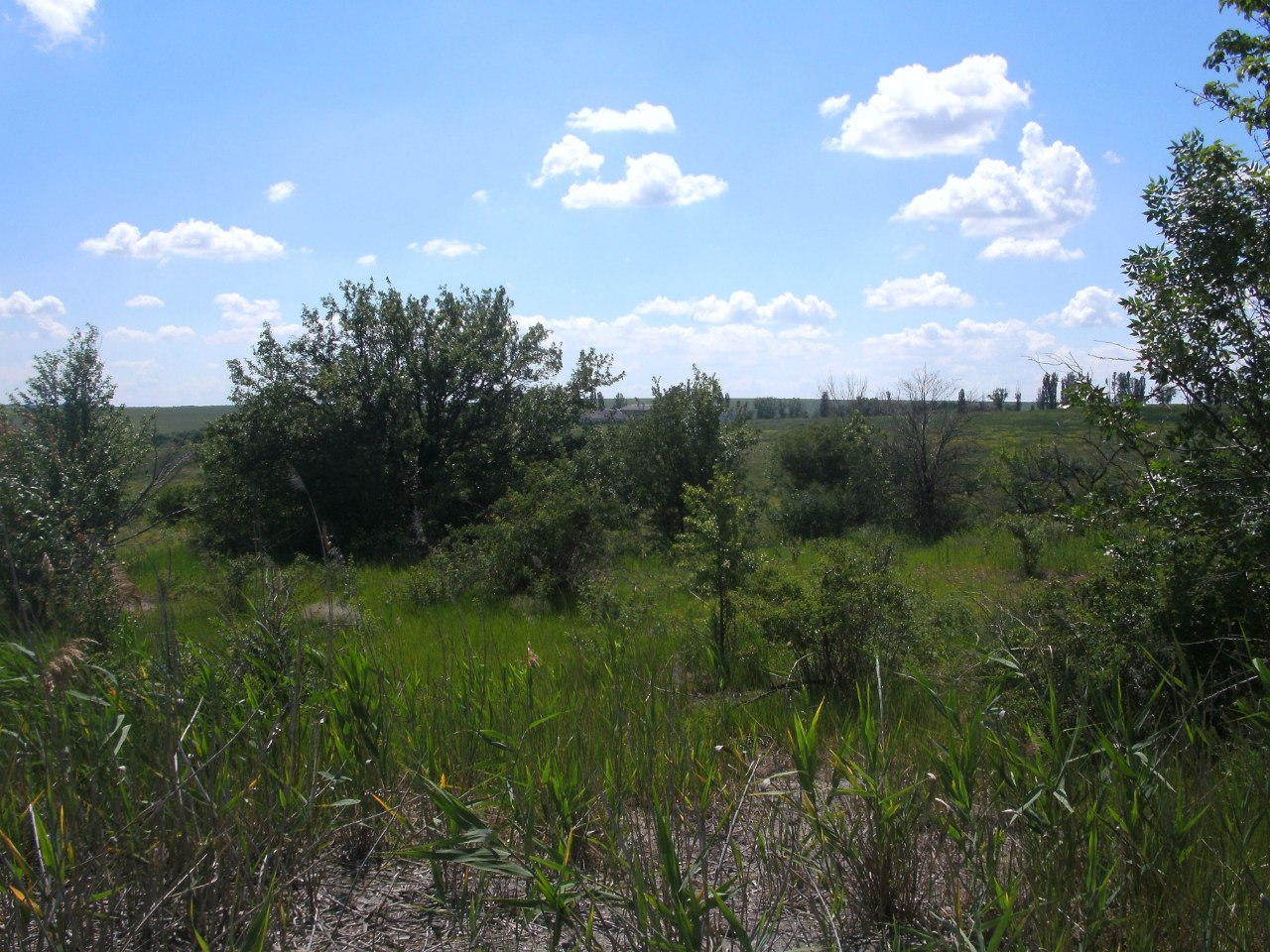
Залишки відвалу породи шахти в Золотому Колодязі

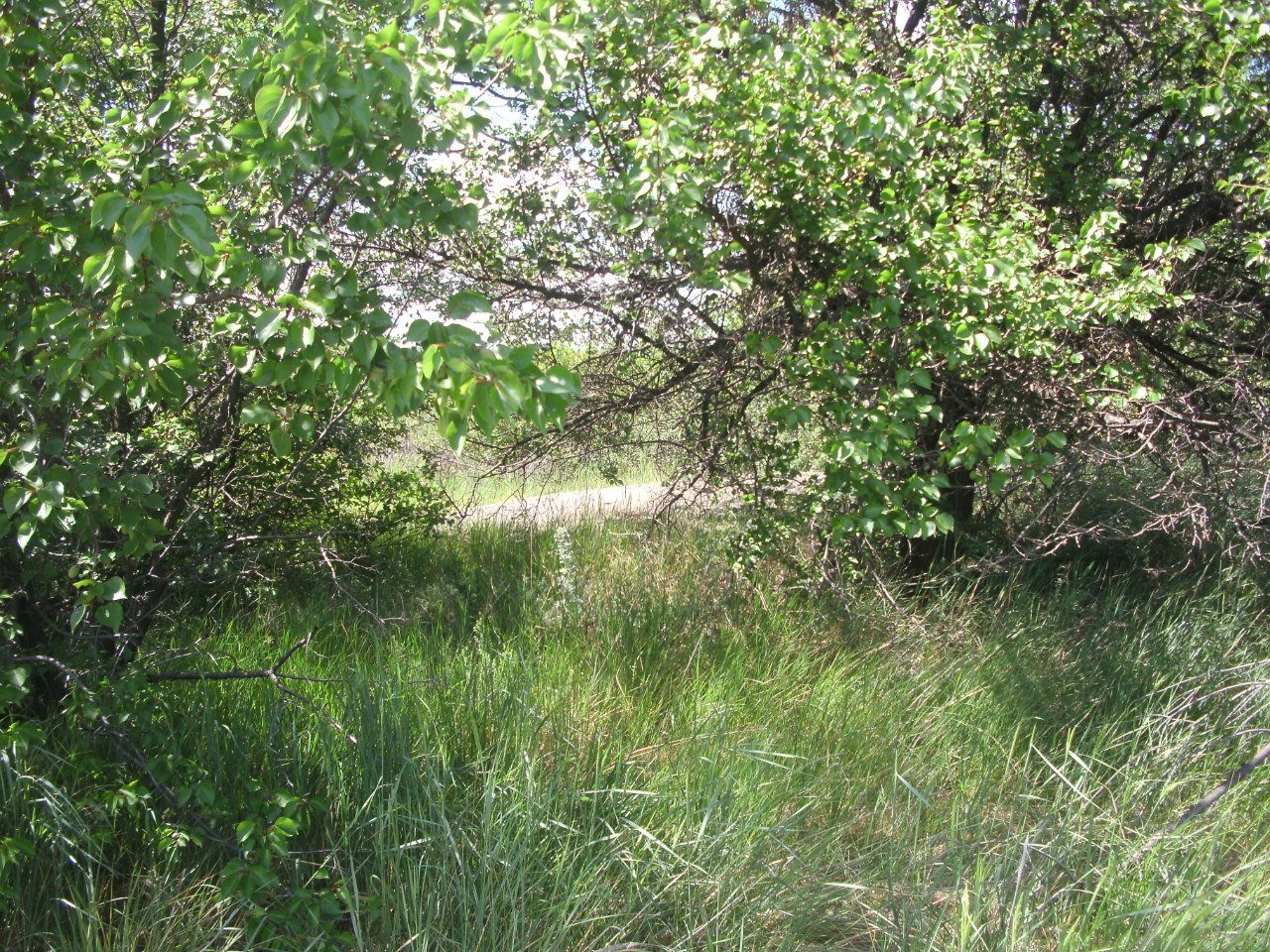
Залишки відвалу породи шахти в Золотому Колодязі

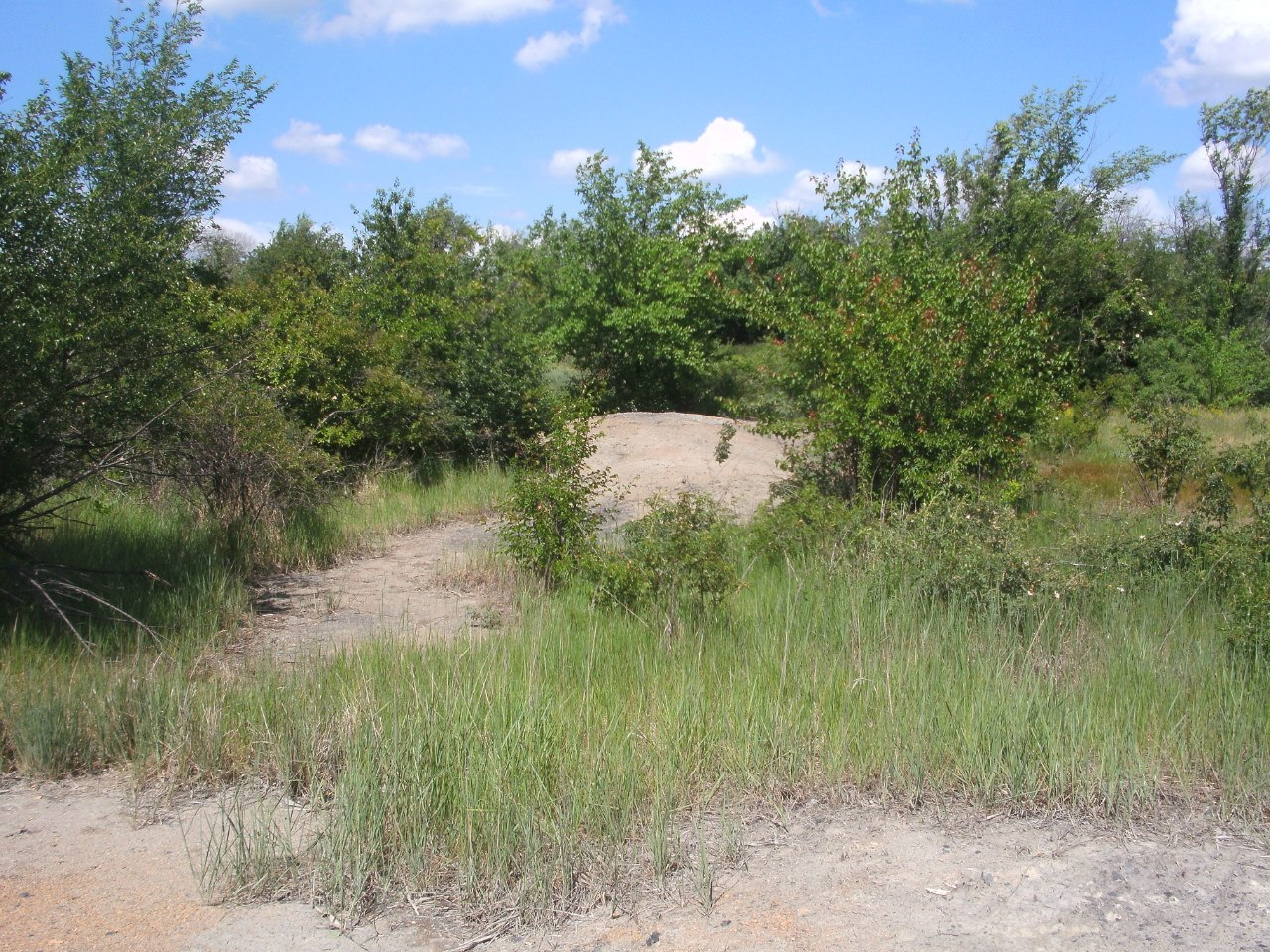
Залишки відвалу породи шахти в Золотому Колодязі

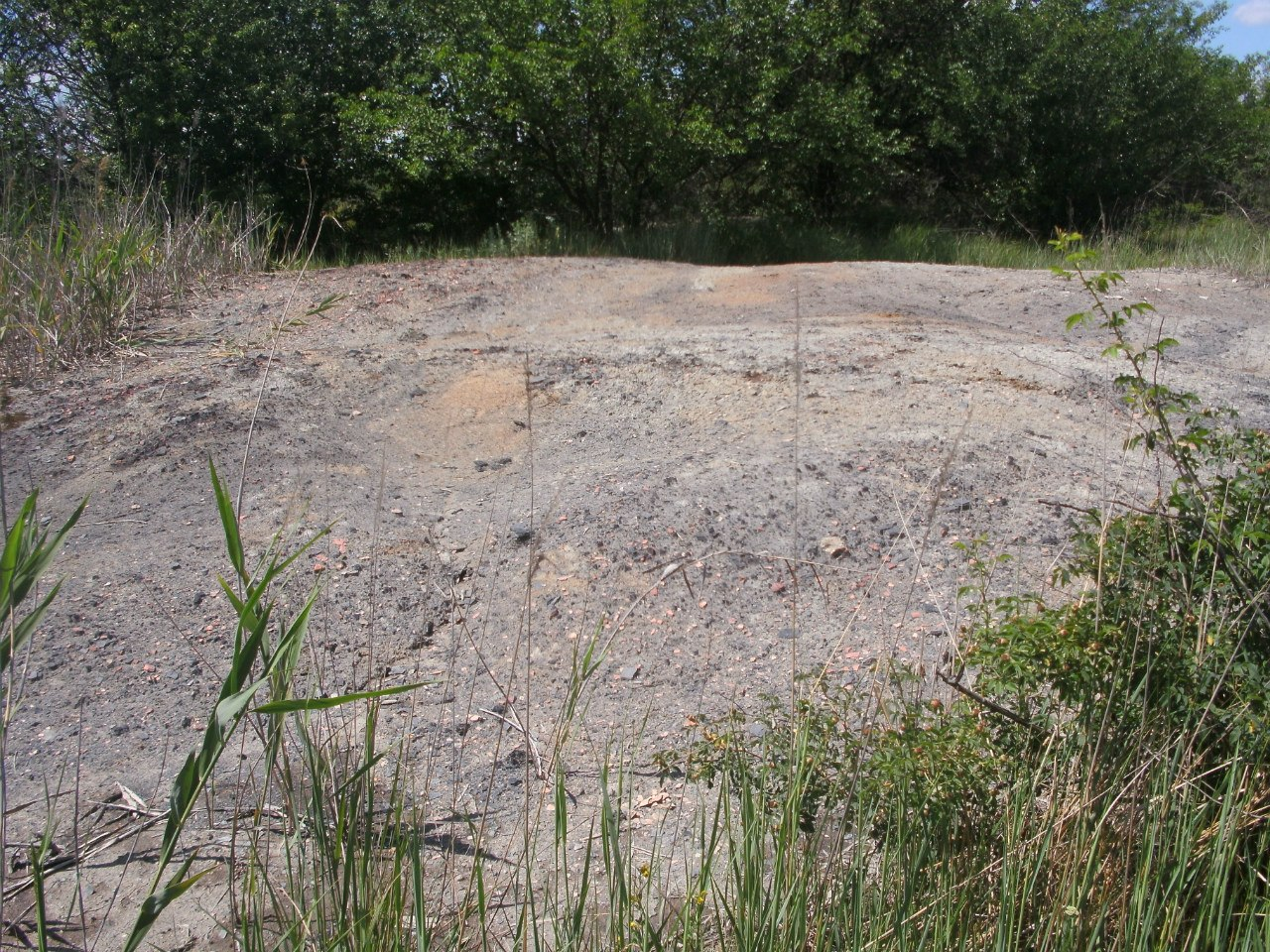
Залишки відвалу породи шахти в Золотому Колодязі

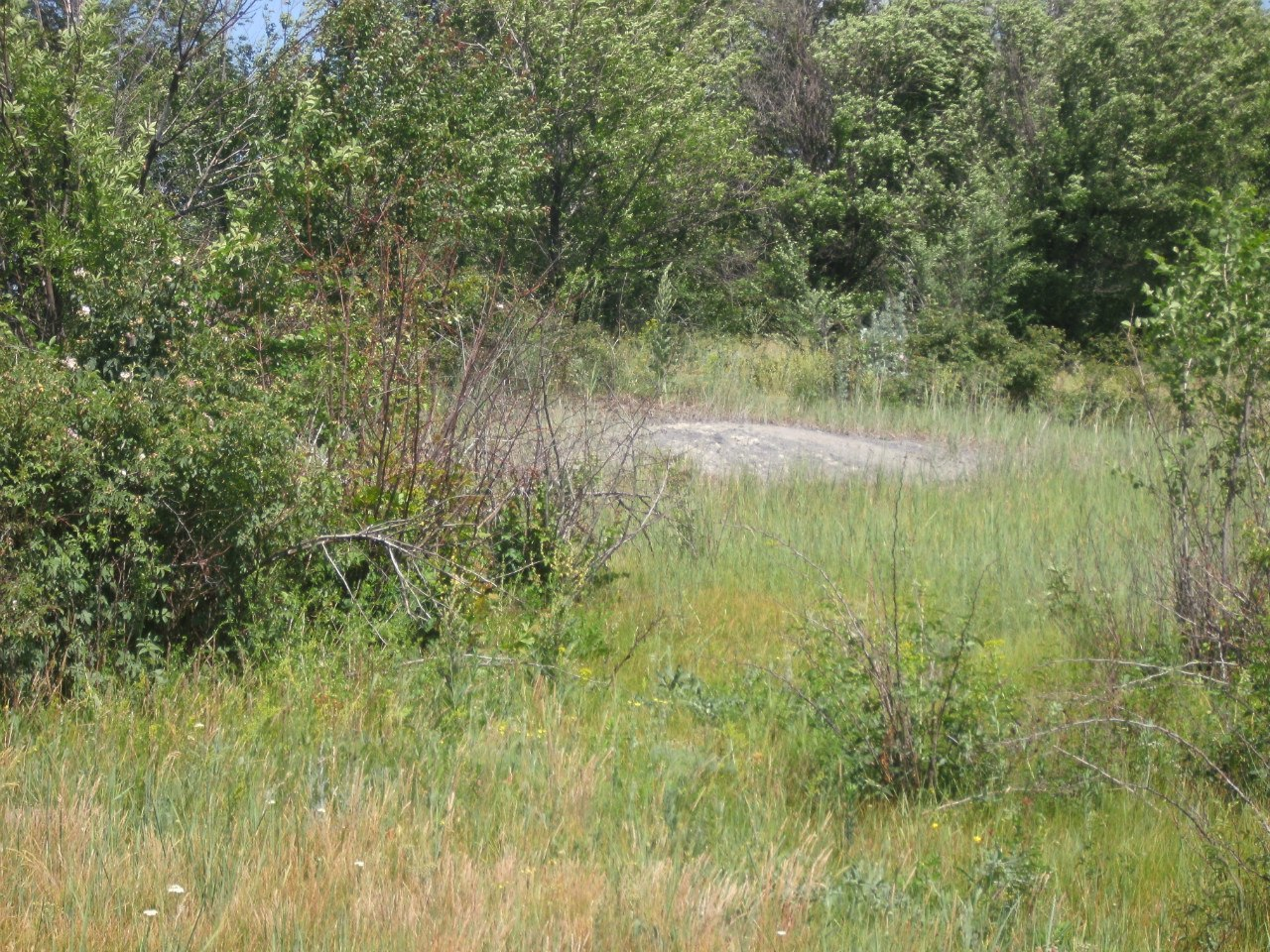
Залишки відвалу породи шахти в Золотому Колодязі

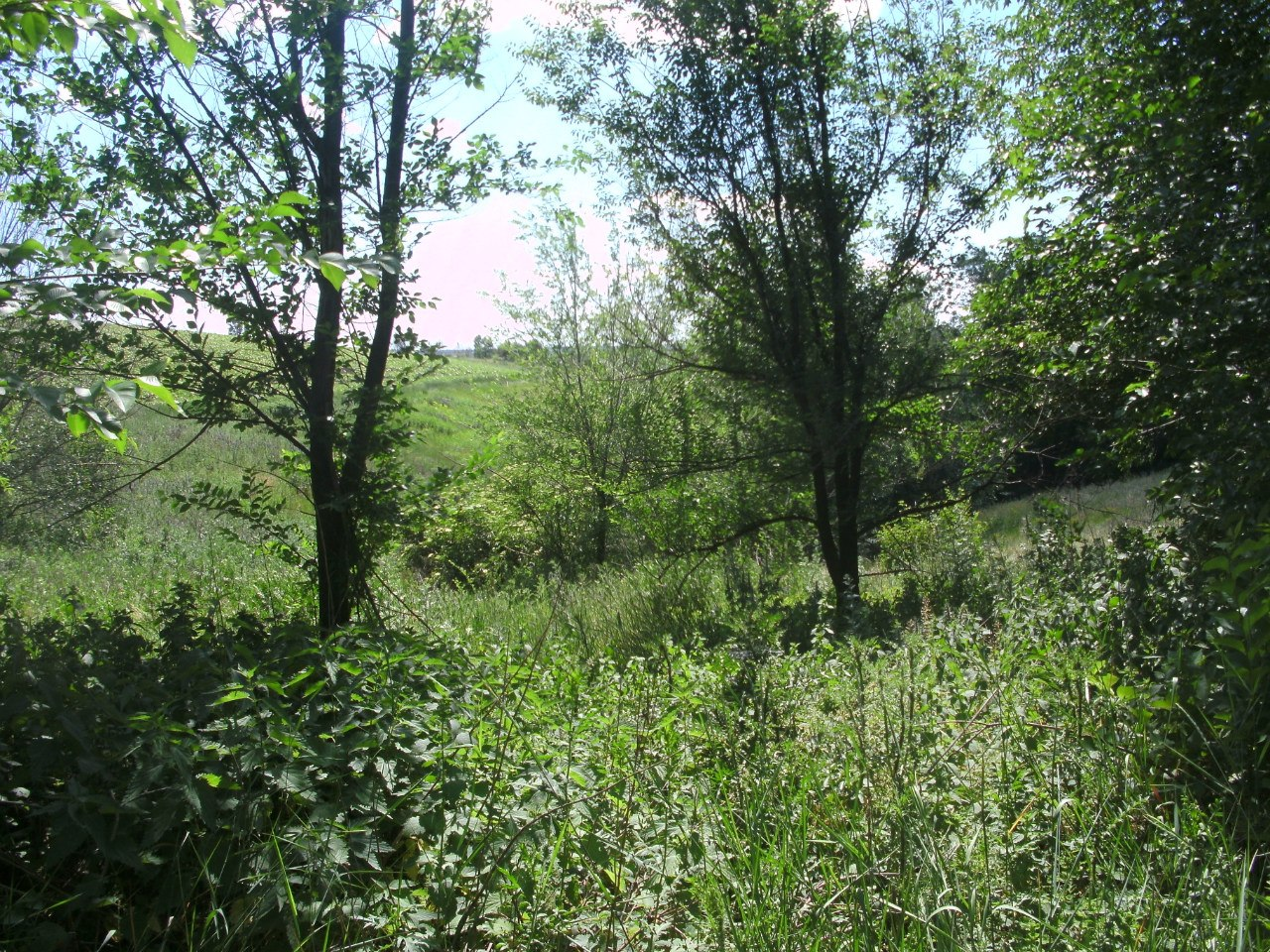
Залишки відвалу породи шахти в Золотому Колодязі

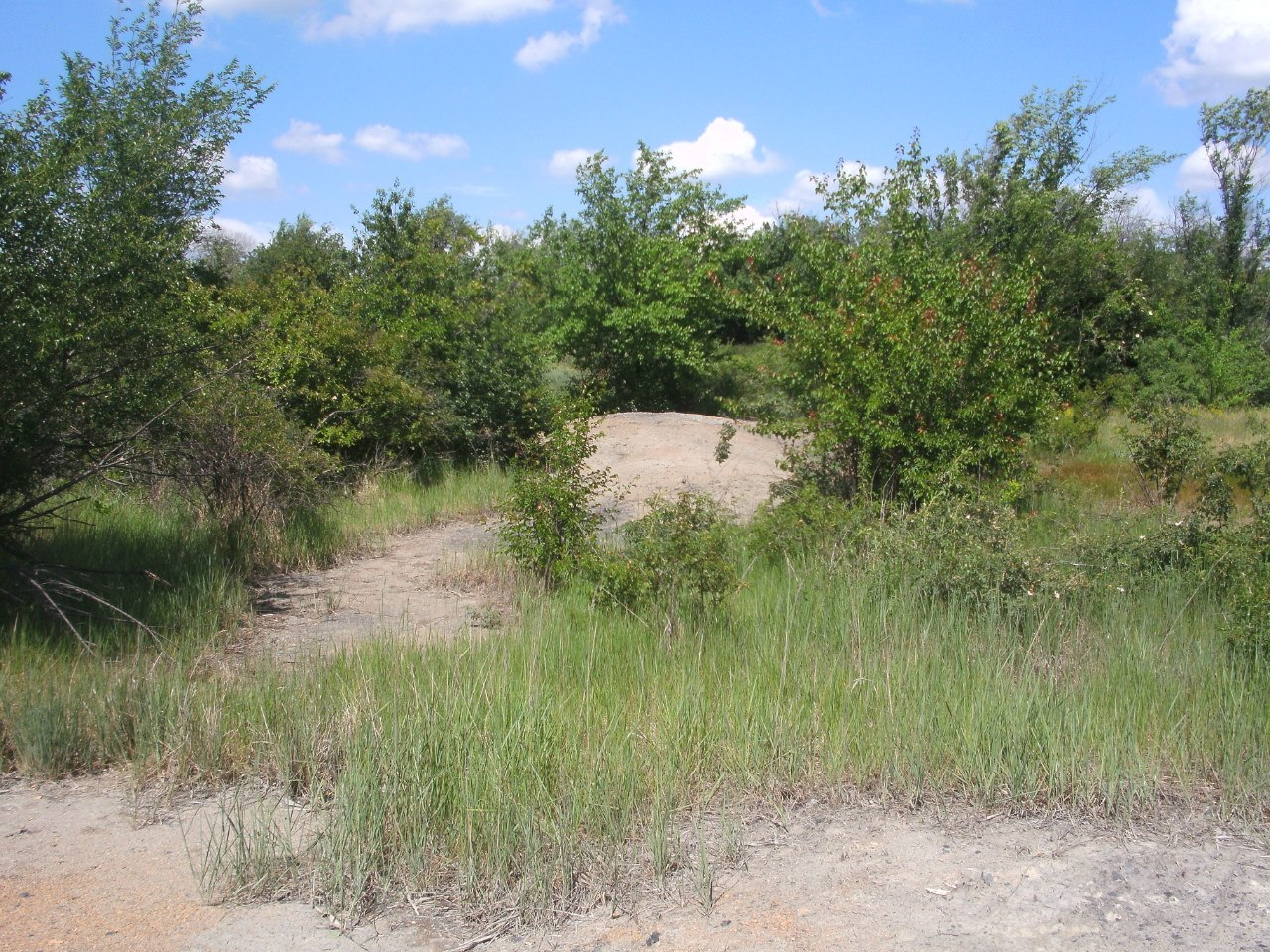
Залишки відвалу породи шахти в Золотому Колодязі

Початок розробки вугілля в районі села Золотий Колодязь датують 1852 роком. Брати Носови згадують перші кустарні шахти як рудник П’янковича, який розробляв пласт вугілля потужністю 0,7 м на глибині 17 м. Станом на 1862 рік, в Катеринославській губернії були відкриті і розроблялися вугільні пласти в верхній течії річки Грузька. «Річка Казенний Торець ... На річці Грузькій, що впадає в Казенний Торець з лівого боку при урочищі села Золотий Колодязь в 40 верстах від Слов'янська – 2 фути». Шахти працювали на правому березі річки Грузької і в урочищі Нероблене. Але вже станом на 1864 рік, видобуток був зупинений у зв’язку зі значним припливом води. Пізніше були відкриті шахти і в Поповій балці, на південь від села Золотий Колодязь.
Інформація про шахти села Золотий Колодязь обмежена, заснована переважно на спогадах старожилів, а тому – місцями суперечлива, і не підтверджується документально. Краєзнавець С. С. Мельников, засновник музею історії села, вказував, що «деяка французька компанія» після 1910 року намагалася налагодити промисловий видобуток вугілля в районі Золотого Колодезя, але була змушена покинути цю справу – у зв’язку із великим припливом води. Ані у звітах по лінії Ради З’їзду гірничопромисловців півдня Росії, ані у звітах начальника гірничого управління південної Росії, немає згадки про роботи із видобутку вугілля в Золотому Колодезі.
Проте, ця історія дуже нагадує таку із 70-х років XIX століття. Достеменно відомо, що шахти розробляли вугільні пласти свити С32, розкритої селянськими копальнями на землях селян села Новоекономічне, а також сучасних Малинівки й Єлизаветівки Покровського району. О.В.Гуров вказував: «серед самого селища» Золотий Колодязь, в долині річки Грузька, був розкритий пласт потужністю 13 вершків (близько 60 см). Можливо, мова йде про пласт n14 (синоніміка О.О.Гапєєва), що розроблявся також на Григор'ївському руднику генерала В. С. Токайшвілі (адміністративна межа Покровського і Добропільського районів) на початку ХХ століття.
У 70-х роках XIX століття французька компанія Лєруж, Боне і Ко здійснила спроби налагодити промисловий вуглевидобуток на землі поміщика Є. М. П'янковича в даному районі. Були пройдені 3 шахти. Одна з шахт вийшла на пласт потужністю до 0,9 м. Однак з даної шахти видавали вугілля лише у 1873 році, - тоді було видобуто 69 тис. пудів. У 1872 і 1874 роках проводилися розвідувальні роботи. Нові шахти вийшли на пласти 0,6 і до 0,5 м потужністю. Але гірничі роботи були швидко зупинені, й причиною знову був великий приплив води. З 1877 року Золото-Колодязною копальнею, яка знаходилась на консервації, володіло Новоросійське товариство кам'яновугільних і залізоробних виробництв. Лише після Другої Світової війни геологи знайшли тут причину великого припливу – два підземні озера, хоча потужне джерело мінеральної води в Золотому Колодязі було відоме з давніх-давен.
У 1912-1916 роках розробляється низка альтернативних проектів залізниць Західного Донбасу, на яких передбачається вузловий роздільний пункт Золотий Колодязь для обслуговування родовищ вугілля в районі села та прилеглих околиць. Першим був проект лінії Краматорська – Гришине (Покровськ) – Рутченкове, розроблений в правлінні акціонерного товариства Північно-Донецької залізниці. Даний проект не отримав свого розвитку внаслідок жорсткої позиції Міністерства шляхів сполучення, що запропонувало варіант будівництва залізниці Рутченкове – Гришине – Золотий Колодязь, - без виходу на Краматорську. Техвідділ служби колії Катерининської залізниці склав проект гілки від станції Гришине до станції Золотий Колодязь (район сучасних станції Мерцалове і закритого роз'їзду Облачний) і родовища Нове Штепине. Дану пропозицію згодом було відхилено Міністерством шляхів сполучення із вказаних вище причин.
У 1916 році правлінням акціонерного товариства Токмакської залізниці було складено проект лінії Царекостянтинівка (Комиш-Зоря) – Краматорська через район Гришиного. На 18-й версті ділянки Гришине – Краматорська передбачалася вузлова станція Золотий Колодязь, до якої передбачалося примикання шляху в напрямку Лозової. Станція передбачалася за милю на північ від роз'їзду Мерцалове нещодавно відкритої для руху гілки Гришине – Добропілля Катерининської залізниці. У лютому 1917 року в Комісії з нових залізниць затвердили варіант трасування залізниці Гришине – Краматорська в обхід села Золотий Колодязь. Гілка до вугільного родовища в районі села Золотий Колодязь від станції Мерцалове залишалася в проекті. Однак до листопада 1918 роки будівництво залізниці Гришине – Краматорська так і не розпочалося.
Кустарний видобуток вугілля в районі села Золотий Колодязь вівся аж до 50-х років ХХ століття. За даними місцевих краєзнавців, вугілля «копали» місцеві селяни для власних потреб; працювали також власні шахти сільської школи, лікарні тощо. У 70-х роках відвали породи шахт у Поповій балці розрівняли бульдозером, а в урочищі Нероблене вони зникли самі, під дією вивітрювання і атмосферних опадів. Корінні жителі села ще пам'ятають, як каталися з цих териконів на санчатах, і розповідають, як їхні родичі працювали на тих шахтах, скільки заробляли. Біля місць розташування закритих стволів довгий час знаходили фрагменти металевого профілю.